# 斯莫利諾湖
55°05′18″N 61°26′18″E / 55.0883°N 61.4383°E

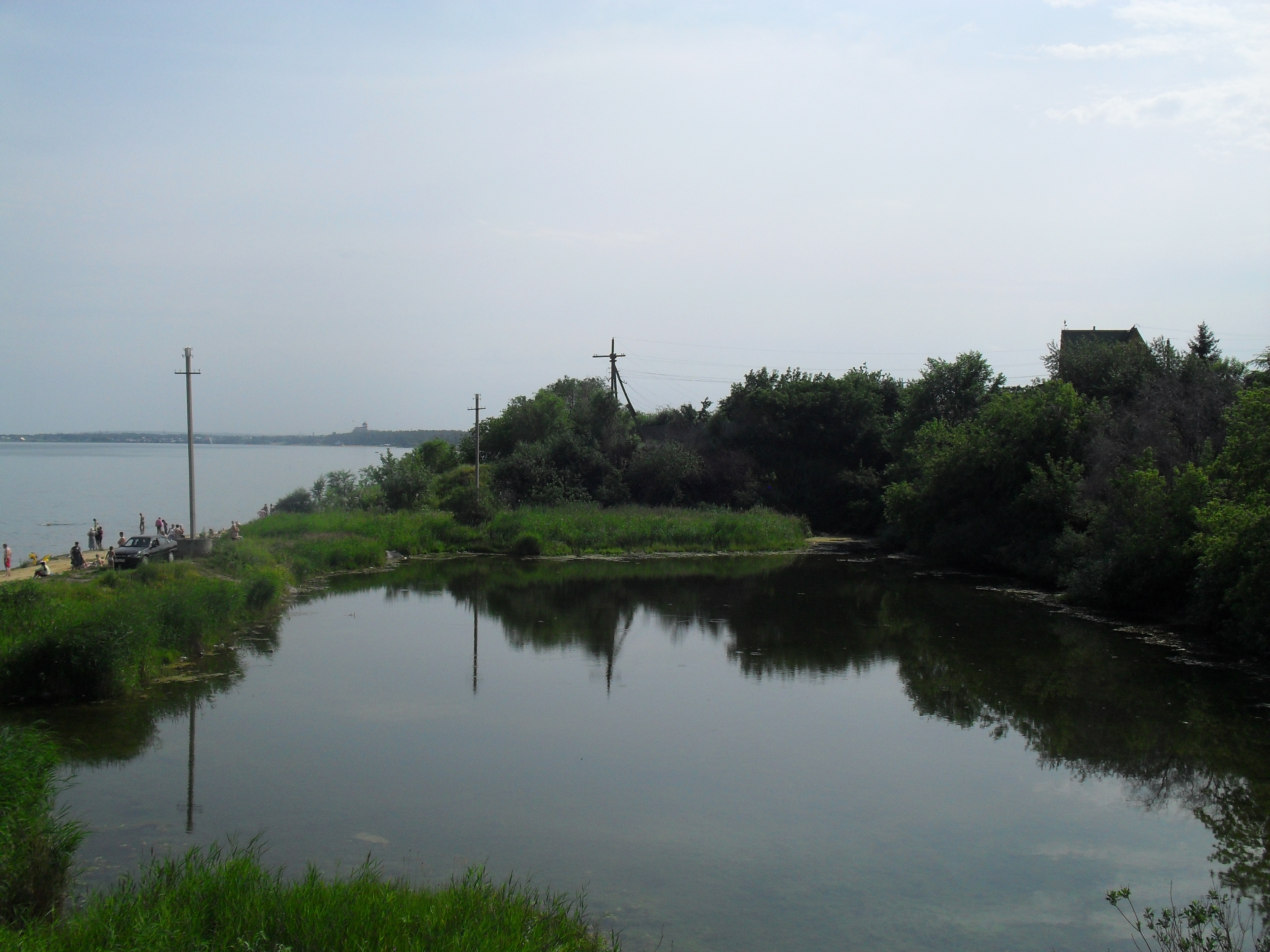

斯莫利諾湖（俄语：Смолино），是俄羅斯的湖泊，位於該國西南部車里雅賓斯克州，長8公里、寬4公里，面積21.7平方公里，海拔高度214米，平均水深3.7米，最大水深6.8米。